# Postapalota (Taranto)
A tarantói Postapalota (olaszul Palazzo delle Poste) a város Borgo Nuovo részében épült fel 1935-1937 között. Az olasz fasiszta építészet egyik tipikus monumentális építménye, melynek terveit Cesare Bazzani készítette. 
Homlokzatát Trani-mészkőburkolat díszíti valamint hat ión oszlop, melyeket a tudományok allegorikus szobrai díszítenek. 
A palotát napjainkban is eredeti rendeltetésének megfelelően az olasz posta használja.